# Мутафова, Стоянка
Стоянка Мутафова (урождённая Стояна-Мария Константинова Мутафова; 2 февраля 1922, София, Третье Болгарское царство[…] — 6 декабря 2019, Военно-медицинская академия, Болгария) — болгарская актриса. За свою карьеру она сыграла более чем в 53 театральных постановок и снялась в 25 фильмах. Народная артистка НРБ (1977), Заслуженная артистка НРБ (1963).
Прозванная Госпожой Стихийное бедствие и Королевой болгарской комедии, она является официальным претендентом на включение в книгу рекордов Гиннесса как актриса с самой длинной активной профессиональной карьерой. В возрасте 94 лет в 2016 году, она выступала с гастролями в театральных залах крупнейших городов США, Канады, в Нидерландах, Швейцарии, Великобритании и Германии.

## Биография
Родилась 2 февраля 1922 в Софии. Её отец Константин Мутафов был драматург в Национальном театре Ивана Вазова. В 1941 году окончила Первую софийскую женскую гимназию. Изучала классическую филологию в Софийском университете. В 1946—1947 годах изучала актёрское мастерство в театральной школе Национального театра Ивана Вазова, а в 1947—1949 годах — на театральном отделении Пражской академии искусств. С 1949 до 1956 года она выступала на сцене Национального театра Ивана Вазова. Она была в числе основателей театра «Алеко Константинов», где выступала с 1957 по 1991 год. С 1991 года — актриса драматического театра «Адриана Будевска» в Бургасе.
В 2005 году она сыграла вместе с Георгием Калоянчевым в пьесе Астронавты.

### Личная жизнь
У Стоянки Мутафовой было три брака. За своего первого мужа, чешского режиссёра Роберта Рознера, она вышла замуж в 1946 году. Вторым её супругом стал журналист и переводчик Леонид Грубешлиев, от него родилась её единственная дочь Мария Грубешлиева. Третий муж — актёр Нейчо Попов.

## Фильмография
- Точка първа (1956)
- Любимец № 13 (1958)
- Специалист по всичко (1962)
- Двама под небето (1962)
- Джеси Джеймс срещу Локум Шекеров (1966)
- Привързаният балон (1967)
- Бялата стая (1968)
- Любовницата на Граминя  (1969)
- Кит (1970)
- Езоп (1970)
- Бягство в Ропотамо (1973)
- Нако, Дако и Цако (1974)
- Темната кория (1977)
- Топло (1978)
- Патиланско царство (1980)
- Баш майсторът н-к! (1983)
- Наследницата (1984)
- Бронзовият ключ (1984)
- Федерацията на династронавтите (1984)
- Пантуди (1993)
- Големите игри (1999)
- Стъклени топчета (1999)
- Рапсодия в бяло (2002)
- Столичани в повече (2011—2016) — сериал